# 中日新聞東京本社
中日新聞東京本社（ちゅうにちしんぶんとうきょうほんしゃ）、別名中日新聞社東京支店（ちゅうにちしんぶんしゃとうきょうしてん）は、東京都千代田区内幸町二丁目にある中日新聞社の地方拠点である。中日新聞の関東地方版である東京新聞の発行本社。なおスポーツ紙の東京中日スポーツ（トーチュウ）は、2025年1月31日付を以て紙の新聞発行を終え、ウェブ版に完全移行している。
両紙の対象地域は関東1都6県（東京都・茨城県・栃木県・群馬県・埼玉県・千葉県・神奈川県）及び静岡県の中部・東部（おおむね大井川より東。公式サイトでも「中部/東部」と記載）・伊豆地方。

## 概要・歴史

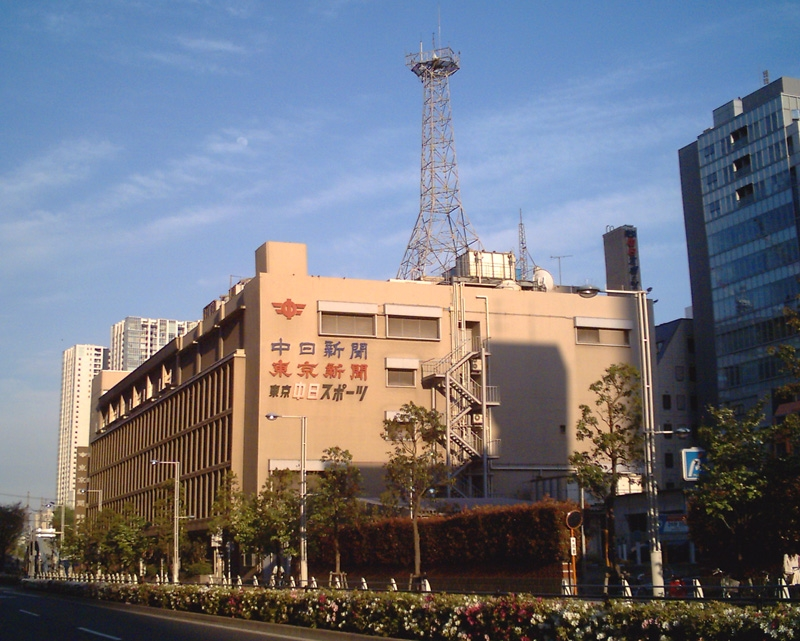
中日新聞東京本社の旧社屋（東京都港区港南）。現在は解体され、2010年に「品川フロントビル」が再建。

愛知県名古屋市に拠点を置き、中京圏（東海3県）を中心とした中部地方のブロック紙である「中部日本新聞」（現在の中日新聞）は1942年9月1日に名古屋の2大紙『新愛知』と『名古屋新聞』が第二次世界大戦による新聞統制により発足し、同時に東京都中央区銀座に東京総局を開設した。「新愛知」と「名古屋新聞」はそれぞれ東京支社を置いていた。
1955年、中部日本新聞社（現在の株式会社中日新聞社）は、東京都千代田区内幸町の日本ゴム（現在のアサヒシューズ）東京営業所跡地に最新鋭の輪転機を備えた東京支社の自社ビルを建設し、1956年2月23日に『東京中日新聞』の発行を開始した。
「東京中日新聞」はスポーツ新聞と一般紙の組み合わせという“大衆紙”としての扱いで創刊され、名古屋で発行する『中日スポーツ』の関東版的扱いという形であった。「東京中日新聞」創刊当時の中部日本新聞社は読売新聞と報道協定を結んでいたが、1963年11月に経営不振に陥った『東京新聞』（1942年に『都新聞』と『國民新聞』の2紙が合併して発足）の発行元であった東京新聞社の経営に参加し、読売との協定を解消した。そして、東京新聞を傘下に収めた中部日本新聞社は、本格的な東京進出を目論み、1965年5月、東京都港区港南の品川駅港南口に東京本社の新社屋を建設。1967年9月30日、東京新聞社は東京新聞の営業権及び発行権を中部日本新聞社に譲渡した。これにより、東京支社は「東京本社」に昇格した。一方、東京新聞社は商号保全を目的とした休眠会社として法人格のみ存続している。なお、東京新聞の前身の一つである國民新聞は中日新聞社の前身の一つである新愛知新聞社が経営に関わっていた。
1970年3月1日、東京中日新聞は『東京中日スポーツ』と題号を改めた。
2006年10月1日、本社機能が港区港南（品川）から、かつて本社が所在していた内幸町の日比谷中日ビルディング（1973年竣工。旧東京支社跡地に建設。中日系の東海テレビ放送・三重テレビ放送の東京支社などが入居するビル）に全面移転した。なお、出版・広告など一部の事業は移転前から内幸町に所在している。なお、品川の旧社屋ビルは「品川分室」として一部部署のみが残ったが、2008年3月までに日比谷に全面移転して閉鎖され、同年9月までに解体された。旧東京本社社屋跡地には地上19階・地下3階・高さ99.00メートルの「品川フロントビル」が建設され、2010年12月に完成した。
東京本社では『中日新聞』自体は発行されていないが、東京新聞の紙面の一部（小説、連載漫画など）は中日新聞と共有している。そのため、名古屋本部で発行する中日新聞の紙面の内、国際面、証券面と一部の特集面（サンデー版の『大図解』など）は東京本社で制作されている。また中日スポーツの一部の記事も東京で制作される。中日新聞・北海道新聞・西日本新聞の3社で構成するブロック紙3社連合の新聞に掲載される連載漫画と小説は中日新聞東京本社から配信されている。なお、中日新聞社としての外報部と政治部は東京本社に置かれている。
2024年11月5日、2025年1月31日付で東京中日スポーツの紙印刷を休止し、電子版に移行することを発表した。

## 出版部門
中日新聞東京本社は『東京新聞出版・エンタテインメント事業部』（旧：東京新聞出版局→東京新聞出版社会事業部）の名称で名古屋本社とは別の出版事業も行っている。出版者記号は8083。東京新聞、東京中日スポーツに連載された小説やエッセイなどの単行本の編集・発行を行っている。かつては前身紙『都新聞』の流れを汲む伝統芸能の情報誌『名流』も発行されていた。また、登山専門の月刊誌『岳人』も東京新聞出版局が長年にわたって発行されていたが、2014年9月号からアウトドア専門メーカーのモンベル（本社：大阪市）のグループ会社であるネイチュアエンタープライズに編集・発行・商標権を譲渡した。

## 東京本社管内の本社・支局
本社
- 東京都千代田区内幸町二丁目1番4号 郵便番号100-8505

支局
- 水戸、宇都宮、前橋、さいたま、千葉、台東、立川、川崎、横浜

印刷工場
- 埼玉県戸田市（埼京オフセット本社工場。中日新聞グループ）
- 東京都江東区越中島（東日印刷本社工場）
- 東京都江東区塩浜（アサガミプレスセンター）
- 神奈川県川崎市中原区（朝日プリンテック川崎工場）2011年4月開始。中日新聞グループと朝日新聞の相互委託印刷業務によるもの
- 神奈川県座間市（トッパンメディアプリンテック東京座間工場）2010年から東京新聞の夕刊の委託印刷を開始。

## その他
- 東京新聞は同紙の縮刷版を発行していない。ただし、東京新聞の販売店で中日新聞縮刷版（名古屋本社発行）の購入が可能。
- 山梨県は中日新聞社発行グループエリアに囲まれているが、東京新聞・中日新聞のいずれも発行されていない。ただし、東京中日スポーツに関しては県内の一部に宅配購読を取り扱っている販売店がある。

## 社員による不祥事
- 2025年（令和7年）4月20日、横浜市中区福富町の路上で、歩道にあった自転車を駐車中の乗用車にたたきつけて損壊し、注意した会社員の男性を左腕でヘッドロックする等したとして、器物損壊と暴行の疑いで販売局マーケティング部の男性社員が神奈川県警に現行犯逮捕された。社員は調べに対し「酒に酔っていて覚えていない」と供述しているという[2]。

## 関連放送事業者
- フジテレビジョン（CX）
- 東京メトロポリタンテレビジョン（TOKYO MX）
- テレビ埼玉（TVS/テレ玉）
- 千葉テレビ放送（ctc/チバテレビ）
- テレビ神奈川（tvk）
- とちぎテレビ（GYT）
- 群馬テレビ（GTV）